# لیک کریستال (مینه‌سوتا)
لِیْک کریستال، مینه‌سوتا (به انگلیسی: Lake Crystal, Minnesota) یک شهر در ایالات متحده آمریکا است که در شهرستان بلو ارث، مینه‌سوتا واقع شده‌است.

## خصوصیات
لیک کریستال ۴٫۴۵ کیلومترمربع مساحت و ۲٬۵۴۹ نفر جمعیت دارد و ۳۰۳ متر بالاتر از سطح دریا واقع شده‌است.